# Diego de Souza Gama Silva
Diego de Souza Gama Silva (22 de marzo de 1984) es un futbolista brasileño que se desempeña como centrocampista.
Jugó para clubes como el Palmeiras, Vissel Kobe, Kashiwa Reysol, Tokyo Verdy, Kyoto Sanga FC, Vegalta Sendai, Portuguesa, Lobos BUAP y Montedio Yamagata.

## Trayectoria

### Clubes
| Club              | País   | Año         |
| ----------------- | ------ | ----------- |
| Palmeiras         | Brasil | 2002 - 2007 |
| Joinville         | Brasil | 2002        |
| Vissel Kobe       | Japón  | 2005        |
| Kashiwa Reysol    | Japón  | 2006        |
| Tokyo Verdy       | Japón  | 2007 - 2008 |
| Kyoto Sanga FC    | Japón  | 2009 - 2011 |
| Vegalta Sendai    | Japón  | 2011        |
| Portuguesa        | Brasil | 2012        |
| Lobos BUAP        | México | 2012 - 2013 |
| América           | Brasil | 2013        |
| Montedio Yamagata | Japón  | 2014 - 2016 |
| Volta Redonda     | Brasil | 2017        |
| Taboão da Serra   | Brasil | 2017        |